# Hermann Busse
Pour les articles homonymes, voir Busse.
Hermann Bussé (né le 23 novembre 1903 à Lübbecke et mort le 27 janvier 1970 à Hemer) est un avocat et homme politique allemand (DDP, plus tard FDP).

## Biographie
Après les écoles de Lübbecke et Bünde et avoir obtenu son diplôme d'études secondaires, Busse étudie le droit dans les universités de Gießen, Francfort-sur-le-Main et Münster. Il réussit le premier examen d'État en droit au tribunal régional supérieur de Hamm et termine ses études après avoir terminé son stage avec le deuxième examen d'État en droit. Il s'installe ensuite à Herford en tant qu'avocat.
Busse participe à la Seconde Guerre mondiale en tant que soldat et est finalement capturé, dont il est libéré en 1949. Il travaille ensuite à nouveau comme avocat et notaire à Herford. Il est également membre de la Cour constitutionnelle de Rhénanie-du-Nord-Westphalie jusqu'en 1961.

## Parti politique
Busse rejoint le libéralisme et est membre du DDP et du DStP (Parti de l'État allemand) jusqu'à la dissolution du parti en 1933. Il rejoint le FDP en 1949, est président de district du FDP à Herford de 1950 à 1963 et parfois également président de district du parti.

## Parlementaire
Busse est conseiller municipal de la ville d'Herford depuis 1952. De 1961 à 1969, il est député du Bundestag. Il est élu au Bundestag via la liste nationale du FDP Rhénanie du Nord-Westphalie.